# Alexander Berkman

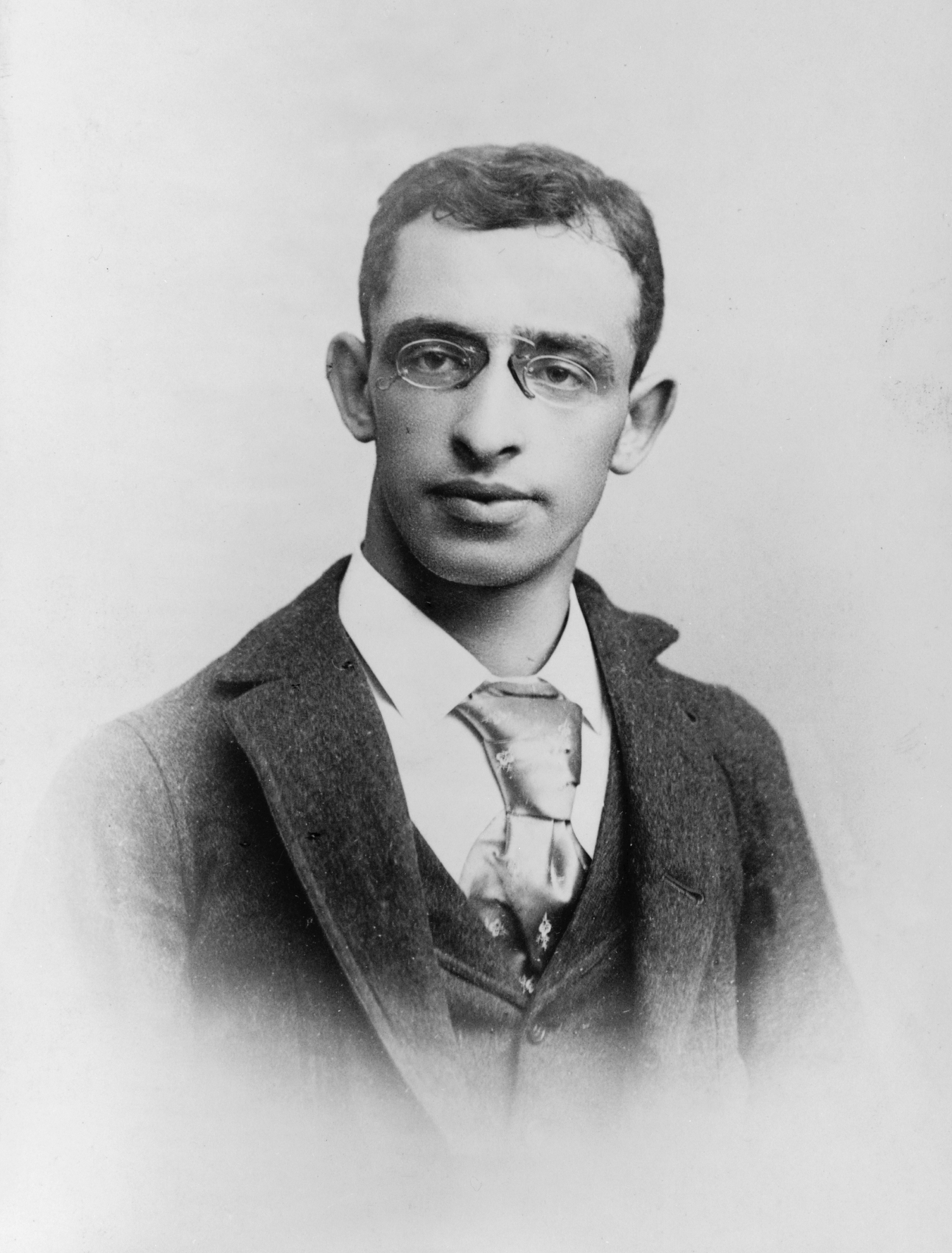
Alexander Berkman im Jahr 1892

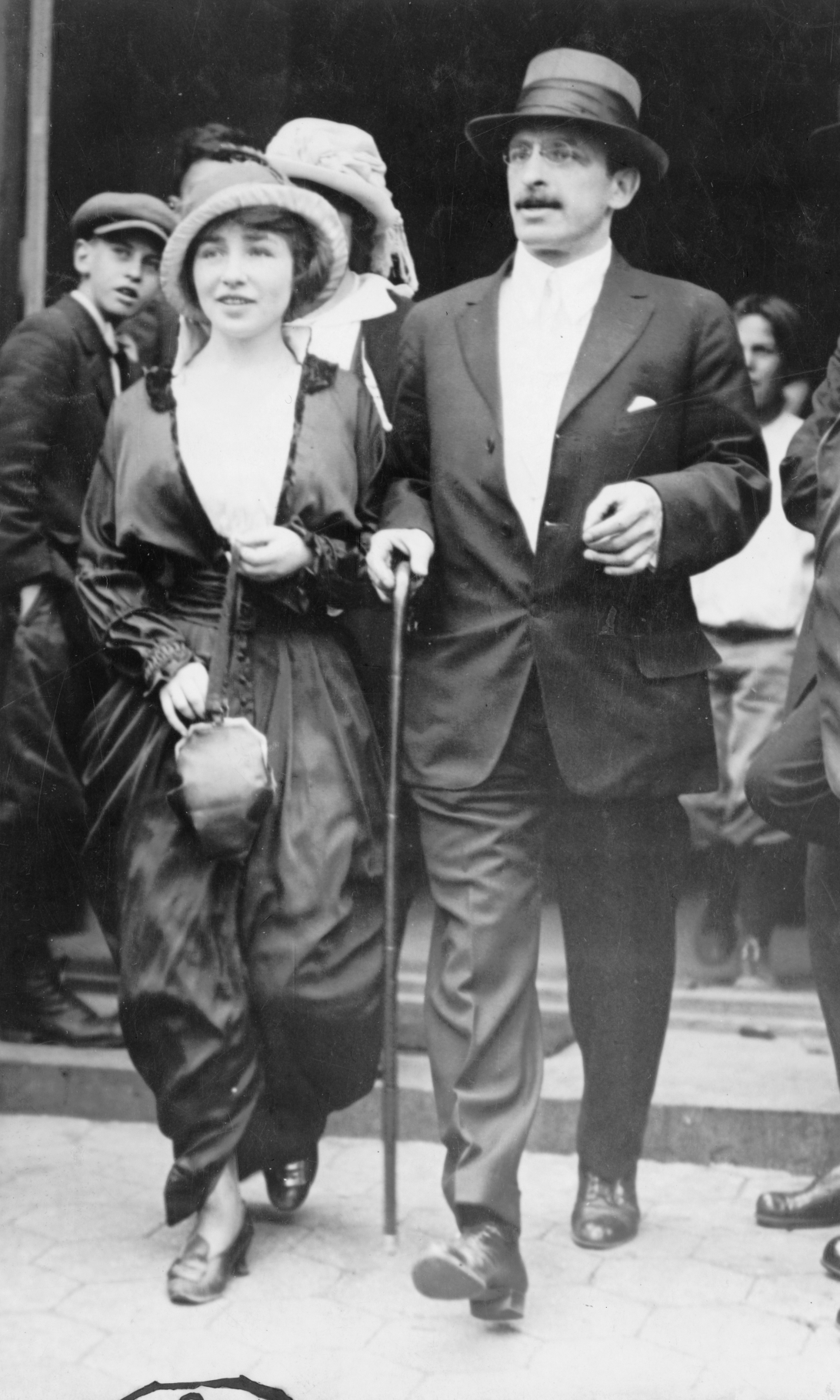
Alexander Berkman und Helen Harris im Jahr 1914

Alexander Berkman, ursprünglich Owsei Ossipowitsch Berkman (* 21. November 1870 in Vilnius, Russisches Kaiserreich; † 28. Juni 1936 in Nizza, Frankreich durch Suizid) war ein Anarchist und Schriftsteller. Er war ein führender Aktivist der anarchistischen Bewegung in den USA und arbeitete dort eng mit Emma Goldman zusammen, organisierte Kampagnen für Menschenrechte und gegen den Krieg. Sein ABC des Anarchismus wird bis heute verlegt.

## Leben

### Frühe Jahre
Berkman wurde als Owsei Ossipowitsch Berkman als Sohn eines wohlhabenden jüdischen Geschäftsmannes geboren. Die Familie erhielt die Erlaubnis, sich in Sankt Petersburg anzusiedeln, obwohl in der damaligen Zeit der jüdische Zuzug in die Stadt unterbunden wurde. Darin mag auch begründet sein, warum Berkman den russischer klingenden Namen Alexander annahm. Später war er unter seinen Freunden vor allem als Sascha (die russische Kurzform für Alexander) bekannt. Mit dem Tod des Vaters 1882 erlosch allerdings das Wohnrecht, und die Familie ging nach Kowno. Sein Onkel Natanson führte ihn in die Gedankenwelt des Nihilismus ein. 1884 verfasste Berkman einen Schulaufsatz mit antireligiösem Inhalt und wurde zur Strafe um eine Klasse zurückversetzt. 1886 schloss er sich einer revolutionären Schülergruppe an und wurde nun der Schule verwiesen. Er kam auf eine Schwarze Liste, wodurch ihm die Aufnahme an anderen Schulen und das Studium an einer Universität verwehrt blieb.

### Emigration in die USA
Als 1888 auch noch seine Mutter starb, emigrierte Berkman im Alter von 17 Jahren in die USA. In New York City wurde er Lehrling in der Druckerei von Johann Most und erlernte das Handwerk des Schriftsetzers.
Er beteiligte sich an der Kampagne zur Freilassung der Beteiligten des Haymarket-Aufstands von 1887 in Chicago. 1889 lernte er Emma Goldman kennen, die eine Zeit lang seine Lebensgefährtin wurde und mit der ihn später eine lebenslange Freundschaft verband.
Beeinflusst von Johann Mosts Konzept der Propaganda der Tat versuchte er 1892, den Industriellen Henry Clay Frick zu erschießen. Frick hatte bei einem Streik in seinem Stahlwerk Streikbrecher der Pinkerton-Detektei angeheuert. Im Laufe der Auseinandersetzungen zwischen Streikenden und Streikbrechern wurden innerhalb eines Tages zehn Menschen getötet und sechzig verwundet, bevor schließlich der Gouverneur von Pennsylvania das Kriegsrecht verhängte.
Nachdem Berkman in Fricks Büro vorgedrungen war, schoss er dreimal auf ihn und stach zweimal erfolglos mit einem vergifteten Messer zu. Berkman wurde infolge der Tat wegen Mordversuchs zu 22 Jahren Haft verurteilt, wovon er 14 Jahre, viele davon in Einzelhaft, im Gefängnis verbrachte.
Seine Freilassung hatte er dem Versuch einiger korrupter Politiker zu verdanken, inhaftierten Freunden, welche den Staat um Millionen Dollar betrogen hatten, mit einem Gesetz zu helfen, das alle Strafen um ein Drittel kürzte. Die verurteilten Politiker waren aber nach Bundesrecht verurteilt worden und blieben in Haft, Berkman kam am 18. Mai 1906 frei.

### Abschiebung nach Sowjetrussland
Physisch angeschlagen nahm Berkman nach der Haft wieder Kontakt zu Emma Goldman auf. Von 1906 bis 1915 schrieb er Artikel für ihre Zeitung Mother Earth. Die Publikation trat insbesondere für die Geburtenregelung ein, weshalb Emma Goldman zu einer Gefängnisstrafe verurteilt wurde, so dass Berkman kurzzeitig die Redaktion der Zeitschrift übernahm.
Zwischen 1906 und 1914 unternahm Berkman Vortragsreisen durch die USA, wobei er immer wieder verhaftet oder auf andere Weise behindert wurde, indem z. B. seine Versammlungen aufgelöst wurden. Später schloss er sich wieder mit Emma Goldman zusammen und trug zum Mother Earth Bulletin bei. In dieser Zeit setzte er seine Vortragstätigkeit fort, half dabei, Arbeiter und Arbeitslose zu organisieren und führte diverse Kampagnen für Menschenrechte durch.
Ab 1914 zeigten Berkman und Emma Goldman Opposition zum Ersten Weltkrieg, als die USA sich 1917 beteiligten, kämpften sie gegen Rekrutierungen, indem sie u. a. zur Kriegsdienstverweigerung aufriefen. An dem Bombenattentat auf die „Preparedness Day Parade“ vom 22. Juli 1916 (eine Art Kriegsparade der USA) wurde ihnen die geistige Mitschuld gegeben und beide zwischen 1917 und 1919 mehrere Male verhaftet. 1919, nach Verabschiedung des Anarchist Exclusion Act und auf dem Höhepunkt der Palmer-Razzien, wurden Berkman, Goldman und hunderte andere Radikale mit der USAT Buford nach Sowjetrussland abgeschoben.
Sowohl Berkman als auch Goldman unterstützten zunächst die Bolschewiki. 1920 traf sich Berkman in Moskau mit Augustin Souchy. Nachdem Berkman und Goldman die Folgen der Oktoberrevolution aus eigener Anschauung erlebten, wurden sie zunehmend desillusioniert. Die brutale Unterdrückung des Aufstands von Kronstadt 1921 führte endgültig zu ihrem Bruch. Berkman und Goldman hatten sich für die Matrosen eingesetzt, als der Aufstand niedergeschlagen wurde, emigrierten beide über Schweden nach Berlin.
Ihre Versuche einer libertären Kritik am Bolschewismus waren nur mäßig erfolgreich. In Deutschland sammelten sie 1922 Gelder für die inhaftierten Anarchisten in der Sowjetunion.

### Tod
In Berlin lernte Berkman 1922 die zu diesem Zeitpunkt zweiundzwanzigjährige Österreicherin Emmy Eckstein kennen, die, obwohl das Verhältnis zu Berkmans Freunden stets angespannt blieb, bis zu seinem Tod seine Partnerin blieb. 1923 erlangten Berkman und Goldman durch die Unterstützung von Romain Rolland, Bertrand Russell, Thomas Mann und Albert Einstein die Einreiseerlaubnis nach Frankreich.
Berkman verbrachte seine letzten Jahre unter schlechten Lebensumständen als Verlagslektor und Übersetzer, u. a. von Rudolf Rockers Nationalism and Culture, in Saint-Tropez und lebte zuletzt in Nizza. Nachdem er die gesundheitlichen Schäden seiner Haft nie wirklich überwunden hatte, wurde er in den letzten Jahren von Prostatakrebs gequält. Er litt unter permanenten Schmerzen und war auf finanzielle Hilfe seiner Freunde angewiesen. In der Nacht zum 28. Juni 1936, zwei Wochen vor Ausbruch des Spanischen Bürgerkriegs, verletzte er sich selbst in suizidaler Absicht mit einer Pistole tödlich. Nach einem nächtlichen Anruf von Freunden eilte Emma Goldman noch von Saint-Tropez nach Nizza zu Berkman und erreichte ihn sterbend in vollständiger Lähmung. Am Nachmittag fiel Alexander Berkman ins Koma und starb noch am selben Abend. Er hinterließ sein Geld und persönliche Gegenstände Emmy Eckstein, seinen literarischen Nachlass und seine Bücher Emma Goldman. Seinen Freunden trug er auf, für Emmy zu sorgen. Der von Goldman in Auftrag gegebene Grabstein trug die Inschrift „Sein Traum war eine neue und schöne Welt. Sein ganzes Leben ein unaufhörlicher Kampf. Für den endgültigen Triumph seines Ideals.“

## Werke
Neben seinen zahlreichen Zeitschriften-Artikeln, u. a. in Der Syndikalist, veröffentlichte Berkman diverse Bücher. In seinen Gefängnisjahren schrieb er die Prison Memoirs of an Anarchist (deutsch: Gefängnis-Erinnerungen eines Anarchisten). Aus den Erfahrungen mit der Oktoberrevolution entstand 1925 The Bolshevik Myth (deutsch: Der bolschewistische Mythos), ein Buch, das sowohl wegen seiner literarischen Qualitäten als auch wegen seines dokumentarischen Wertes anerkannt wurde. Sein Hauptwerk, The ABC of Communist Anarchism (Erstveröffentlichung als Now and After: The ABC of Communist Anarchism; deutsch: ABC des Anarchismus), verfasste er schließlich im Exil in Frankreich.
- 1923: Die Kronstadt-Rebellion. ISBN 3-925087-06-0
- 1923: Die Russische Tragödie: Ein Rückblick und ein Ausblick.
- 1925: Der Bolschewistische Mythos – Tagebuch aus der russischen Revolution 1920–1922. ISBN 3-936049-31-9
- 1927: Die Tat: Gefängniserinnerungen eines Anarchisten. ISBN 3-89771-904-5
- 1929: ABC des Anarchismus. ISBN 3-88220-085-5